# I Hate You Then I Love You
I Hate You Then I Love You è un singolo della cantante canadese Céline Dion e del tenore italiano Luciano Pavarotti, pubblicato il 7 settembre 1998 per il mercato italiano come ottavo estratto dall'album di Dion Let's Talk About Love.

## Descrizione
I Hate You Then I Love You è una cover di Grande, grande, grande, registrata e pubblicata nel 1972 dalla cantante italiana Mina e reso noto a livello internazionale l'anno successivo da Shirley Bassey nella versione in lingua inglese Never, Never, Never. La canzone fu prodotta da David Foster, Humberto Gatica e Tony Renis, quest'ultimo anche autore della musica del brano.
Céline Dion e Luciano Pavarotti hanno presentato per la prima ed unica volta dal vivo il brano, cantando in duetto durante il concerto di beneficenza Pavarotti & Friends for the Children of Liberia il 9 giugno 1998. La performance è stata inserita nell'album live Pavarotti & Friends for The Children of Liberia, pubblicato nel 1998.

## Video musicale
Per il singolo è stato realizzato un video musicale con clip tratte dalle riprese del concerto benefico Pavarotti & Friends, con spezzoni della sessione di registrazione in studio del brano e con le riprese fatte in Africa dove fu necessario l'aiuto dei fondi raccolti durante il concerto promosso da Luciano Pavarotti.
Nel DVD Au cœur du stade, pubblicato nel 1999 da Céline Dion, è presente l'intera sessione di registrazione di I Hate You Then I Love You, dove compaiono oltre alla Dion e a Pavarotti anche i tre produttori.

## Accoglienza
L'editore di The New York Observer, Jonathan Bernstein, ha scritto riguardo al brano in una recensione sull'album Let's Talk About Love: «Luciano Pavarotti ha cantato con Bryan Adams, Elton John e Bono, ma la Dion ha qualcosa che ai suoi precedenti colleghi pop manca. Lei è udibile. Questo si rivela un orribile errore di calcolo, dato il calibro della canzone che hanno scelto di condividere. I Hate You Then I Love You, un remake ritmato di una vecchia canzone di Shirley Bassey, Never, Never, Never, è un travolgimento di camp in cui l'omone e il passerotto si lasciano andare su una giostra sessuale repressa. Tutte le ottave scatenate nel mondo non riescono a cancellare l'immagine mentale del duetto più assurdo da Biggie Smalls e Lil' Kim».

## Formazione
- Tony Renis – arrangiamenti
- Nathan East – basso
- Vinnie Colaiuta – batteria
- Dean Parks – chitarra
- Ramon Stagnaro – chitarra acustica
- Michael Landau – chitarra elettrica
- Humberto Gatica – ingegneria del suono
- Paulinho Da Costa – percussioni
- David Foster – produttore, tastiere
- Humberto Gatica – produttore
- Tony Renis – produttore, musica
- Norman Newell – testo
- Alberto Testa – testo